# Kevin Birmingham
Kevin Michael Birmingham (ur. 10 października 1971 w Oak Lawn, zm. 2 października 2023 w Chicago) – amerykański duchowny katolicki, biskup pomocniczy Chicago w latach 2020–2023.

## Życiorys

### Prezbiterat
Święcenia kapłańskie przyjął 24 maja 1997 roku i został inkardynowany do archidiecezji Chicago. Pracował głównie jako duszpasterz parafialny (m.in. w Hazel Crest i Humboldt Park). W 2014 kard. Blase Cupich mianował go swoim sekretarzem ds. administracyjnych.

### Episkopat
11 września 2020 papież Franciszek mianował go biskupem pomocniczym Chicago ze stolicą tytularną Dolia. Sakry biskupiej udzielił mu 13 listopada 2020 kardynał Blase Cupich.
Zmarł 1 października 2023.